# Otaku Otaku
Otaku Otaku, connue au Japon sous le nom de Wotaku ni koi wa muzukashii (ヲタクに恋は難しい, litt. « L'amour est compliqué pour un Otaku ») et abrégée Wotakoi (ヲタ恋), est une série de manga écrite et dessinée par Fujita. L'histoire suit la comédie romantique d'une romance maladroite entre plusieurs couples d'otaku, notamment celle d'une profonde fujoshi et d'un accro aux jeux vidéo.
Le manga est initialement publié sur le site web d'illustrations pixiv en avril 2014. Ichijinsha détient les droits d'édition de la série depuis avril 2015 tout en publiant la série dans le comic POOL (un projet de publication en ligne de manga par Ichijinsha et pixiv) depuis novembre 2015. La version française est publiée par Kana depuis avril 2018.
Une adaptation en série télévisée d'animation par le studio A-1 Pictures est diffusée pour la première fois au Japon entre le 13 avril et le 22 juin 2018 sur Fuji TV dans la case horaire noitaminA. Le service de vidéo à la demande Amazon Prime Video diffuse la série sous le titre Wotakoi : L'Amour, c'est compliqué pour un otaku pour les territoires francophones. Une adaptation en film live-action est sortie le 7 février 2020.

## Synopsis
La série suit la comédie romantique maladroite entre des employés de bureau « otaku » dont l'une d'entre elles, Narumi Momose, est une sévère fujoshi qui tente tant bien que mal à cacher ses passions auprès des autres tandis que son partenaire, Hirotaka Nifuji, est un magnifique homme compétent accro aux jeux vidéo qui ne lâche sa console que pour travailler. S'ils semblent parfaits l'un pour l'autre, l'amour reste tout de même compliqué pour les otaku.

## Personnages
Narumi Momose (桃瀬成海, Momose Narumi)
Voix japonaise : Arisa Date (ja)
Narumi est une office lady et une fujoshi otaku qui aime aussi les mangas, les otome game et les idols. Elle a du mal à trouver un petit ami convenable à cause de ses passe-temps, alors elle tente de le garder en secret, surtout au travail. Elle est également l'amie d'enfance et la petite amie de Hirotaka Nifuji, même si au départ elle ne le trouvait pas à son goût.
Hirotaka Nifuji (二藤宏嵩, Nifuji Hirotaka)
Voix japonaise : Kent Itō (ja)
Hirotaka était l'ami d'enfance de Narumi dont il est amoureux depuis tout ce temps. Il est un otaku qui passe le plus clair de son temps libre à jouer aux jeux-vidéo. Contrairement à Narumi, cela lui est égal de savoir si tout le monde sait qu'il est un otaku ou non. Il est également considéré comme très attirant par les filles, bien qu'il ne semble pas s'en soucier. Maintenant que Narumi et lui sortent ensemble, il se montre un peu plus audacieux dans leur relation.
Hanako Koyanagi (小柳花子, Koyanagi Hanako)
Voix japonaise : Miyuki Sawashiro
La supérieure de Narumi au bureau. Elle est en fait une célèbre otaku cosplayeuse sous le nom de « Hana-san (花さん) » qui se déguise habituellement en personnage masculin. Elle aime aussi les jeux vidéo et lire des boys' love. Hanako sort avec Tarō Kabakura depuis qu'ils sont diplômés.
Tarō Kabakura (樺倉太郎, Kabakura Tarō)
Voix japonaise : Tomokazu Sugita
Le collègue d'Hirotaka au bureau qui est un peu otaku ; il aime les héros et les bishōjo. Il sort avec Hanako Koyanagi depuis qu'ils sont diplômés de leur lycée. Même s'ils ont l'habitude de se disputer, ils s'aiment tout de même et portent toujours un pendentif assorti sur eux pour exprimer leur complicité.
Naoya Nifuji (二藤尚哉, Nifuji Naoya)
Voix japonaise : Yūki Kaji
Le frère cadet d'Hirotaka est un étudiant assez jovial. Naoya se soucie profondément de son frère, il veut le meilleur pour Hirotaka, et est vraiment heureux quand de bonnes choses lui arrivent. Contrairement à son frère, Naoya n'est pas un otaku et est très mauvais pour les jeux vidéo.
Kō Sakuragi (桜城 光, Sakuragi Kō)
Voix japonaise : Aoi Yūki
Un personnage très introverti et joueuse de jeux vidéo solitaire de l'université de Naoya qui s'excuse tout le temps. La nature recluse de Kō rappelle d'abord à Naoya son frère et a donc décidé de devenir l'ami gamer de Kō. Bien qu'elle soit une femme, elle est parfois prise pour un homme comme dans le cas de Naoya.

## Manga

### Origine et écriture
L'auteure Fujita (ふじた) fréquentait une école professionnelle de design avant de faire ses débuts en tant que mangaka, et ses amis et anciens camarades d'école ont été une forte influence dans la production de cette œuvre. Il y avait des otaku de différents genres parmi ses camarades de cette époque qui ont servi d'inspiration, et Fujita a pensé qu'il serait intéressant de dessiner un manga avec un fort élément comique tout en y mêlant des relations amoureuses de couples. De plus, l'auteure s'amusait souvent avec ses amis en créant mutuellement des personnages et en pensant à des histoires basées sur ces personnages, puis en menant des retouches, ils parviennent à rendre une histoire intéressante, qui deviendra notamment celle de Narumi et Hirotaka, et avec la permission de ses amis, Fujita en a fait un manga.
Elle déclare que la raison de l'écriture de cette œuvre était « comme une sorte de réadaptation de manga ». Après avoir terminé ses études, elle a travaillé en tant qu'intérimaire pendant quelques années mais en observant ses aînés partir en décrochant des contrats, elle s'est rendue du compte de « l'urgence de [sa] situation » et s'est donc efforcée pour produire un projet de manga afin de le présenter à Tokyo ; son projet n'est malheureusement pas concluant. Dans de telles circonstances, elle a mené une réflexion sur elle-même, en s'interrogeant notamment « à quel point [elle] aime dessiner des mangas ». Elle s'est orientée par la suite vers « un thème qui était le plus proche [d'elle] », pour lequel elle a une « plus grande compréhension » et qu'elle s'est sentie confiante à dessiner : les « otaku », et admettant qu'elle voulait dessiner un manga qui était juste amusant pour elle.

### Publication
Fujita avait au départ commencé à publier le manga sur pixiv (une communauté en ligne japonaise pour les artistes) en tant qu'auteure débutante en avril 2014. L'auteure reçoit par la suite un message privé de la maison d'édition Ichijinsha pour une proposition de publication. L'éditeur a ensuite lancé un magazine de prépublication de manga en ligne en collaboration avec pixiv intitulé comic POOL dans lequel la série a commencé à être publiée de manière régulière,. Le manga a été sélectionné pour le comic POOL car il s'agissait du travail le plus populaire sur pixiv. Depuis le 30 avril 2015, Ichijinsha édite la série en version imprimée ; onze volumes tankōbon ont été publiés à ce jour.
En janvier 2018, Kana a annoncé l'obtention de la licence du manga pour la version française, sous le titre Otaku Otaku, avec une traduction d'Aline Kukor et dont le premier volume est publié dans sa collection Big Kana en avril 2018,,. L'éditeur Altraverse publie une version allemande de la série depuis avril 2018. En Espagne, Wotakoi est éditée par ECC Ediciones depuis octobre 2018,. L'édition italienne est publiée par Panini Comics à travers son label Planet Manga depuis février 2020,. Une version polonaise est éditée par Studio JG depuis mai 2019,. Le manga est publié en russe par la maison d'édition Istari Comics.
En Amérique du Nord, le manga est publié par la maison d'édition Kodansha Comics USA depuis mi-avril 2018 sous le titre Wotakoi: Love is Hard for Otaku,. Le groupe Panini publie trois éditions de la série en Amérique du Sud : deux versions en espagnol respectivement pour le Mexique depuis avril 2019 et pour l'Argentine depuis février 2020, et une autre version en portugais brésilien depuis février 2019,.
Tong Li Publishing publie la série en chinois traditionnel depuis décembre 2015. En Chine, la série est publiée numériquement par bilibili. En Indonésie, la série est éditée par M&C!.

### Liste des volumes
| no                                          | Japonais         | Japonais                                                                  | Français         | Français          |
| no                                          | Date de sortie   | ISBN                                                                      | Date de sortie   | ISBN              |
| ------------------------------------------- | ---------------- | ------------------------------------------------------------------------- | ---------------- | ----------------- |
| 1                                           | 30 avril 2015    | 978-4-7580-0846-4                                                         | 20 avril 2018    | 978-2-5050-7251-5 |
| 2                                           | 31 mars 2016     | 978-4-7580-0899-0                                                         | 22 juin 2018     | 978-2-5050-7252-2 |
| 3                                           | 23 décembre 2016 | 978-4-7580-0934-8                                                         | 19 octobre 2018  | 978-2-5050-7253-9 |
| 4                                           | 26 juillet 2017  | 978-4-7580-0951-5                                                         | 1er février 2019 | 978-2-5050-7254-6 |
| 5                                           | 2 février 2018   | 978-4-7580-0979-9                                                         | 17 mai 2019      | 978-2-5050-7557-8 |
| 6                                           | 31 juillet 2018  | 978-4-7580-0987-4                                                         | 25 octobre 2019  | 978-2-5050-7558-5 |
| 7                                           | 29 mars 2019,    | 978-4-7580-2019-0 (édition standard) 978-4-7580-2020-6 (édition spéciale) | 15 mai 2020      | 978-2-5050-8457-0 |
| EXTRA : L'édition limitée comporte un OAD,. |                  |                                                                           |                  |                   |
| 8                                           | 13 décembre 2019 | 978-4-7580-2058-9                                                         | 4 septembre 2020 | 978-2-5050-8458-7 |
| 9                                           | 5 août 2020      | 978-4-7580-2120-3                                                         | 26 février 2021  | 978-2-5050-8882-0 |
| 10                                          | 26 février 2021, | 978-4-7580-2188-3 (édition standard) 978-4-7580-2189-0 (édition spéciale) | 22 octobre 2021  | 978-2-5050-8883-7 |
| EXTRA : L'édition limitée comporte un OAD.  |                  |                                                                           |                  |                   |
| 11                                          | 14 octobre 2021, | 978-4-7580-2281-1 (édition standard) 978-4-7580-2282-8 (édition spéciale) |                  |                   |
| EXTRA : L'édition limitée comporte un OAD.  |                  |                                                                           |                  |                   |

## Adaptations

### Anime
Ichijinsha a indiqué, au travers d'une vidéo promotionnelle pour le quatrième volume du manga, qu'une « annonce majeure » pour la série allait être communiquée le 20 juillet 2017,. L'annonce faite ce jour-là a révélé qu'une adaptation de la série en anime par le studio d'animation A-1 Pictures est en cours de production et qu'elle serait diffusée sur Fuji TV dans la case horaire noitaminA,. La série est ainsi réalisée par Yoshimasa Hiraike qui supervise également les scripts ; Takahiro Yasuda en est le character designer tandis qu'Akimitsu Honma compose la bande originale,. Celle-ci est diffusée pour la première fois au Japon entre le 13 avril et le 22 juin 2018 sur Fuji TV dans la case horaire noitaminA,. Onze épisodes composent la série d'animation, répartis dans quatre coffrets Blu-ray/DVD,. Amazon diffuse en exclusivité la série en simulcast au Japon et à l'étranger via son service de vidéo à la demande, Amazon Prime Video ; en français, l'anime est publié sous le titre Wotakoi : L'Amour, c'est compliqué pour un otaku.
Annoncé par la maison d'édition Ichijinsha en septembre 2018, un OAD est sorti avec l'édition limitée du 7e volume du manga le 29 mars 2019 ; celui-ci est centré sur Tarō Kabakura et Hanako Koyanagi quand ils étaient encore au lycée, et dure une vingtaine de minutes. Centré sur Naoya et Kō, un second OAD est annoncé en août 2020, ; celui-ci est sorti avec l'édition limitée du 10e volume le 26 février 2021. Un tiers OAD est annoncé en juin 2021 ; celui-ci est sorti avec l'édition limitée du 11e volume le 14 octobre 2021.
Le groupe sumika (ja) a composé la chanson de l'opening de la série intitulée Fiction (フィクション, Fikushon) tandis que celle de l'ending de la série, intitulée Kimi no tonari (キミの隣, litt. « À côté de toi »), est chantée par halca,,.

#### Liste des épisodes
| No    | Titre français                                               | Titre japonais                 | Titre japonais                               | Date de 1re diffusion |
| No    | Titre français                                               | Kanji                          | Rōmaji                                       | Date de 1re diffusion |
| ----- | ------------------------------------------------------------ | ------------------------------ | -------------------------------------------- | --------------------- |
| 1     | Narumi et Hirotaka se retrouvent et…                         | 成海と宏嵩の再会。そして…      | Narumi to Hirotaka no saikai. Soshite…       | 13 avril 2018         |
| 2     | Est-ce qu'on est ensemble ?                                  | 恋人？始めました               | Koibito? Hajimemashita                       | 20 avril 2018         |
| 3     | Événement commercial et réunion de joueurs                   | 即売会とゲーム会               | Sokubai-kai to Gēmu-kai                      | 27 avril 2018         |
| 4     | L'amour mature est-il aussi difficile ?                      | オトナの恋も難しい？           | Otona no koi mo muzukashii?                  | 4 mai 2018            |
| 5     | Présentation de Naoya et réunion de joueurs (2e partie)      | 尚哉登場とゲーム会PartⅡ        | Naoya tōjō to Gēmu-kai Pātsu Ⅱ               | 11 mai 2018           |
| 6     | Un Noël déprimant                                            | 憂鬱なクリスマス               | Yūutsuna Kurisumasu                          | 18 mai 2018           |
| 7     | Jeux en ligne et leurs soirées respectives                   | ネトゲと、それぞれの夜         | Netoge to, sorezore no yoru                  | 25 mai 2018           |
| 8     | Faiblesse : le tonnerre et des années de manque de confiance | 苦手な雷と、気になるお年頃     | Nigatena kaminari to, ki ni naru o toshigoro | 1er juin 2018         |
| 9     | Sors avec moi !                                              | デートへ行こうよ！             | Deito e ikō yo!                              | 8 juin 2018           |
| 10    | Présentation de Kou-kun et revanche de jeu en ligne          | 光くん登場とネトゲリベンジ     | Kō-kun tōjō to Netogeribenji                 | 15 juin 2018          |
| 11    | L'Amour, c'est compliqué pour un otaku                       | ヲタクに恋は難しい             | Wotaku ni koi wa muzukashii                  | 22 juin 2018          |
| OAV 1 | L'amour, cela est venu soudainement                          | それは、いきなりおとづれた＝恋 | Sore wa, ikinari otozureta = koi             | 29 mars 2019          |
| OAV 2 | Distance entre amis                                          | トモダチの距離                 | Tomodachi no kyori                           | 26 février 2021       |
| OAV 3 | Temps de déplacement des employés                            | 社員旅行回                     | Shain ryokoukai                              | 14 octobre 2021       |

### Adaptation cinématographique
Une adaptation en film live-action a été révélée en juillet 2018 avec la vidéo promotionnelle du 6e volume du manga,. Celle-ci est réalisée par Yūichi Fukuda dont il est également le scénariste. L'adaptation est réalisée sous la forme d'un film musical. Le tournage a débuté le 3 octobre 2018 dans l'izakaya Sake Dojo Jinya Nakamoto-ten,.
Initialement annoncé pour 2019, Tōhō a par la suite indiqué que la distribution du film se ferait en 2020,. Il est sorti dans les salles japonaises le 7 février 2020,. Le Blu-ray/DVD du film est sorti le 19 août 2020.
Le film est projeté en avant-première mondiale sous le titre Wotakoi: Love is Hard for Otaku lors du Festival international de la bande dessinée d'Angoulême le 1er février 2020.

#### Distribution
| Personnage                                   | Acteur/Actrice      |
| -------------------------------------------- | ------------------- |
| Narumi Momose                                | Mitsuki Takahata    |
| Hirotaka Nifuji                              | Kento Yamazaki      |
| Hanako Koyanagi                              | Nanao               |
| Tarō Kabakura                                | Takumi Saitō        |
| Shinji Sakamoto                              | Kento Kaku (ja)     |
| Barman                                       | Tsuyoshi Muro (ja)  |
| Kunio Ishiyama                               | Jirō Satō (ja)      |
| Mirai (Fujoshi sérieuse)                     | Yumi Wakatsuki (ja) |
| Yūki Morita (La collègue élégante de Narumi) | Mio Imada (ja)      |
| Maaya Uchida                                 | Maaya Uchida        |

## Réception

### Prix et classements
En décembre 2014, la série figure à la 1re place dans la catégorie des « Web Manga à publier en livre » d'après les votes pour la première édition des Next Manga Awards, organisés par le magazine Da Vinci de Media Factory et le site web Niconico. La série a été classée première pour les lectrices dans l'édition de 2016 du guide Kono Manga ga sugoi! de Takarajimasha, sorti en 2015, après différents sondages menés auprès de plus de 400 professionnelles dans les domaines du manga et de l'édition.
Pour la 6e édition du sondage biannuel Next Break Manga Ranking Best 50 (NEXTブレイク漫画RANKING BEST50) du magazine Entermix de Kadokawa, Wotakoi est classé sixième d'après les votes de 3 000 employés de librairies en 2016,. Le manga a été classé huitième sur une liste de manga recommandée des libraires selon le sondage du Zenkoku Shotenin ga Eranda Osusume Comic 2016 (全国書店員が選んだおすすめコミック2016, litt. « Bandes dessinées recommandées par les librairies nationales de 2016 »), mené par la libraire en ligne Honya Club et publiée le 4 février 2016,. La série se retrouve à la 9e place pour l'édition de 2017,.
En 2017, Wotakoi a été nommé pour le 41e Prix du manga Kōdansha dans la catégorie du « meilleur manga général ». En septembre 2017, le manga a remporté le Webmanga sōsenkyo (Webマンガ 総選挙, litt. « Élection générale des web manga »). Wotakoi a été désigné par Deb Aoki dans la catégorie « Meilleur nouveau manga pour les adultes » pour le panel des « Meilleurs et pires mangas de 2018 » du Comic-Con.
En 2019, la traduction d'Aline Kukor figure parmi les sélections de la 2e édition du prix Konishi.

### Ventes
Les volumes tankōbon du manga se retrouvent fréquemment bien classés sur l'Oricon. Le premier volume a été classé 13e avec plus de 44 806 exemplaires vendus dès la première semaine de sa sortie, du 27 avril au 3 mai 2015. Le deuxième volume a été le premier des ventes au cours de sa première semaine (du 28 mars au 3 avril 2016) avec 208 765 copies écoulées. Le troisième volume est placé à la 4e place avec 209 102 exemplaires vendus pendant la semaine du 19 au 25 décembre 2016. Depuis le 20 juillet 2017, la série a dépassé les 4,2 millions de copies en impression. Vendu en 283 523 exemplaires, le quatrième volume a été classé 1er lors de sa première semaine de vente du 24 au 30 juillet 2017. Avec 193 429 copies vendu pendant la semaine du 29 janvier au 4 février 2018, le cinquième volume est placé à la 4e place. En juillet 2018, la série a atteint les 7 millions d'exemplaires écoulés. Le sixième volume est le 1er des ventes lors de la semaine du 30 juillet au 5 août 2018 avec plus de 304 822 copies écoulées.
Avec la sortie du 9e volume en août 2020, le tirage total de la série, en comprenant les ventes numériques, a atteint les 10 millions de copies.

### Box-office
Projeté sur 304 écrans, le film live-action est à la première place du box-office japonais lors de son weekend d'ouverture en vendant 220 000 billets pour rapporter 300 millions de yens (environ 2,73 millions de dollars), avec 169 000 billets vendus entre samedi et dimanche pour 229 400 150 yens (environ 2,08 millions de dollars).
Le site web Eiga.com prévoit que le film rapportera à terme plus de 1,5 milliard de yens (environ 13,66 millions de dollars) ; le sondage de sortie de Pia auprès des cinéphiles le jour de l'ouverture a fait état d'un taux de satisfaction de 83,9 sur un échantillon de 85 personnes.
Le long-métrage tombe à la quatrième place du box-office pour son deuxième weekend, rapportant tout de même 143 374 650 yens (environ 1,30 million de dollars), soit un total cumulatif de 735 816 300 yens (environ 6,69 millions de dollars).
Le 24 mars 2020, il a été révélé que le film avait vendu plus d'un million de billets ; le film a rapporté un total cumulatif de plus de 1,297 milliard yens (environ 11,76 millions de dollars).